# تپه قهرمانلو
تپه قهرمانلو مربوط به دوره اشکانیان است و در شهرستان میانه، بخش مرکزی، دهستان اوچ تپه شرقی، ۲ کیلومتری شمال شرقی روستای قهرمانلو واقع شده و این اثر در تاریخ ۲۷ آبان ۱۳۸۶ با شمارهٔ ثبت ۲۰۱۹۶ به‌عنوان یکی از آثار ملی ایران به ثبت رسیده است.